# Belval-Université
Belval-Universiteit (luxemburguès), també Belval-Université (francès) o Belval-Universität (alemany), és una estació ferroviària al barri de Beval a l'oest d'Esch-sur-Alzette al sud de Luxemburg. La companyia estatal propietària és Chemins de Fer Luxembourgeois. L'estació és de la línia 60 CFL, que connecta la Ciutat de Luxemburg amb les Terres Roges del sud del país. Antigament era coneguda com a «Belval Usines».

## Servei
Belval-Universiteit rep els serveis ferroviaris pels trens de Transport express régional (TER) en relació amb la línia 80 CFL Thionville - Longwy. I pels trens de Regional-Express (RE) i Regionalbahn (RB) amb relació a la línia 60 CFL de Ciutat de Luxemburg a Rodange o Athus (Bèlgica).